# Vera Cruz (Aveiro)
Vera Cruz ist ein Ort und eine  ehemalige Gemeinde (Freguesia) im portugiesischen Kreis Aveiro. In der Gemeinde lebten 9644 Einwohner (Stand 30. Juni 2011).
Am 29. September 2013 wurden die Gemeinden Vera Cruz und Glória zur neuen Gemeinde União das Freguesias de Glória e Vera Cruz zusammengefasst. Vera Cruz ist Sitz dieser neu gebildeten Gemeinde.